# Tilia insularis
Espèce
Classification phylogénétique
Tilia insularis  est une espèce d'arbres de la famille des Tiliaceae ou des Malvaceae, sous-famille des Tilioideae, selon la classification phylogénétique.
Cet arbre est originaire des deux Corée(s) et du Japon où il est utilisé comme bois de feu ou bois semi-précieux.
Son appellation est sujette à controverses.
Tilia japonica 'Ernest Wilson' a autrefois été appelé Tilia insularis.

## Description
D'une hauteur moyenne d'un mètre, il peut toutefois s'élever à 35 m.
L'arbre est une des espèces qui fleurit le plus tôt après sa première plantation. La floraison a lieu au milieu de l'été. Les feuilles d'un vert tendre tournent au jaune moutarde à la fin de l'été.
Une de ses particularités est le nombre de fleurs : jusqu'à trente-six dans une même inflorescence, pour la variété 'Nakaï'.